# Groupe opérationnel Tauride
Pour les articles homonymes, voir Tavria.
Le groupe opérationnel Tauride, ou groupement opérationnel stratégique « Tauride », est une formation des forces terrestres ukrainiennes en Ukraine active lors de l'invasion russe de l'Ukraine en 2022. 

## Historique
Le groupe opérationnel est commandé par le général Oleksandr Tarnavsky et est actif dans la région de Zaporijjia.
Il est formé de : 
- avril 2023 :
  - 35e brigade d'infanterie navale et de
  - 23e brigade mécanisée[3] et de
  - 55e brigade d'artillerie[4].
- septembre 2023 :
  - 148e brigade d'artillerie,
  - 71e brigade de chasseurs,
  - 82e brigade d'assaut aérien[5]